# Middle (sheading)
Pour les articles homonymes, voir Middle.

Carte des sheadings de l’île de Man.

Middle est un sheading de l’île de Man.

## Paroisses
Le sheading de Middle comprend cinq paroisses administratives :
- le village et district d’Onchan, au nord, correspondant également à l’ancienne paroisse insulaire de même nom (jusqu’en 1796, le village faisait plutôt partie du sheading de Garf plus au nord, mais s’est davantage urbanisé car il est limitrophe de la capitale Douglas) ;
- la ville de Douglas, capitale de l’île, créée dans l’ancienne paroisse insulaire de Braddan ;
- la paroisse administrative de Braddan, le reste de l’ancienne paroisse insulaire de Braddan.
- la paroisse administrative et insulaire de Marown, à l’ouest.
- la paroisse administrative et insulaire de Santon, au sud, très peu peuplé.